# 세바스티앵 스킬라치
세바스티앵 스킬라치(프랑스어: Sébastien Squillaci, 1980년 8월 11일, 프랑스 툴롱 ~ )는 프랑스의 전 축구 선수이다.
스킬라치는 2004년 이래로 프랑스 국가대표이고 보스니아 헤르체고비나와의 친선 경기에서 데뷔하였다.